# Interpol (formație)
Interpol este o formație americană de rock din Manhattan, New York. Înființată în 1997, compoziția originală era formată din Paul Banks (solist, chitară ritmică), Daniel Kessler (chitară principală, acompaniament vocal), Carlos Dengler (chitară bas, claviatură) și Greg Drudy (tobe). Drudy a părăsit trupa în 2000 și a fost înlocuit de Sam Fogarino. Dengler a plecat să urmărească alte proiecte în 2010, Banks preluând rolul suplimentar de basist în detrimentul unui nou membru.
Făcându-și debutul la Luna Lounge alături de trupe precum The Strokes, Longwave, The National și Stellastarr, Interpol este una dintre trupele asociate cu scena muzicală indie din New York și una dintre trupele care au apărut din renașterea post-punk a anilor 2000. Sunetul formației este, în general, un amestec de bas staccato și chitară ritmică, armonizată, cu un mix greu, atrăgând comparații cu trupe post-punk, cum ar fi Joy Division, Television și The Chameleons. Trupa nu are un compozitor principal, fiecare membru contribuind la compoziție.
Albumul de debut al formației Interpol, Turn On the Bright Lights (2002) a fost aclamat de critici, ajungând pe locul 10 pe lista NME (New Musical Express) a celor mai bune albume ale anului și pe locul 1 pe lista Pitchfork Media cu primele 50 de albume ale anului. Discurile ulterioare, Antics (2004) și Our Love to Admire (2007), au adus un succes critic și comercial mai mare. Trupa și-a lansat cel de-al patrulea album auto-intitulat în septembrie 2010, apoi a intrat în pauză în timp ce se concentra asupra altor proiecte. Cel de-al cincilea album de studio, El Pintor, a fost lansat în septembrie 2014. Trupa a început un turneu aniversar pentru Turn On the Bright Lights în 2017, interpretând albumul în întregime. Al șaselea album de studio al trupei, Marauder, a fost lansat în august 2018.

## Discografie
- Turn on the Bright Lights (2002)
- Antics (2004)
- Our Love to Admire (2007)
- Interpol (2010)
- El Pintor (2014)
- Marauder (2018)